# Ingeborg Brams
Ingeborg Brams, född 9 december 1921 i Hobro, Danmark, död 14 oktober 1989 i Hobro, var en dansk skådespelerska i film, tv, radio och teater.
Brams studerade vid Det Kongelige Teaters elevskole 1939–1941 och var från 1941 engagerad vid teatern i 18 år, med ett kortare avbrott 1951–1952 då hon var vid Frederiksberg Teater. Bland hennes huvudroller märks Pernille i Ludvig Holbergs Henrik og Pernille, Agnes i Molières Fruntimmersskolan, Nora i Henrik Ibsens Et dukkehjem och titelrollen i Paul Claudels Jeanne d'Arc på bålet.
Hennes karriär blev delvis förstörd av att hon led av scenskräck och ett flertal havererade äktenskap. Hon engagerades till rollen som Eliza i My Fair Lady som skulle sättas upp på Falkonerteatret, men bara några dagar före premiären fick hon ett nervsammanbrott och blev inlagd på sjukhus, hennes ersättare Gerda Gilboe blev tvungen att läsa in rollen på fem dagar. Hon kom därefter att dra sig undan från scenen och mest arbeta med radio. Hon tilldelades Tagea Brandt Rejselegat 1952.

## Filmografi (urval)
- 1957 – Englen i sort
- 1950 – Café Paradis
- 1947 – Lykke paa rejsen
- 1946 – Oktoberroser
- 1944 – Biskoppen
- 1943 – Mine kære koner
- 1942 – Tordenskjold gaar i land

## Utmärkelser
- Riddare av Dannebrogorden,  1955[2]

[Redigera Wikidata]